# Spyker
Spyker je nizozemski proizvođač automobila, što su ga 1880. osnovali Jacobus and Hendrik-Jan Spijker. 1903. "ij" iz naziva promijenjeno je u "y" i tako se dobilo ime Spyker. 

## Formula 1
Spyker je u studenom 2006. godine osnovao Spyker F1 Team. U sezoni 2007. za Spyker voze Christijan Albers, kojeg je zbog loših rezultata zamijenio Sakon Yamamoto, te kao drugi vozač, debitant Adrian Sutil.